# Pindorama do Tocantins
Pindorama do Tocantins é um município brasileiro do interior do estado do Tocantins, Região Norte do país. Localiza-se a uma latitude 11º08'19" sul e a uma longitude 47º34'43" oeste, estando a uma altitude de 429 metros. Sua população é de 4.478 habitantes. Possui uma área de 1.559,086km². 
Sua principal economia é da agropecuária e serviços. Está em um ponto estratégico do turismo do estado do Tocantins, sendo portal de entrada para o Jalapão e Serras Gerais. É berço do ponto mais visitado do Jalapão (LAGOA DO JOAPONES) com suas aguas cristalinas e temperatura agradável.   
Em 2021, o PIB per capita era de R$ 19.258,19. Na comparação com outros municípios do estado, ficava nas posições 93 de 139 entre os municípios do estado.